# Wu Guang
Wu Guang (?-208 v.Chr), ook bekend onder de naam Wu Shu, was een leider van de eerste opstand (de Daze-opstand) tegen de Chinese Qin-dynastie. Wu Guang kwam uit Yangxia, in de huidige provincie Henan. Hij maakte deel uit van een groep van 900 dienstplichtige boeren die na een overtreding van de strenge Qin-wetgeving er in 209 v.Chr. voor koos in opstand te komen in plaats van de doodstraf te riskeren. Volgens de Han-historicus Sima Qian zou Wu Guang hiertoe hebben opgeroepen door te stellen dat de boeren toch niets meer hadden te verliezen.
Wu Guang nam hierbij met Chen Sheng de leidersrol en gaf de aanzet voor de opstand door ruzie met een dronken officier uit te lokken en die te doden. De door Chen Sheng en Wu Guang ingezette aanvallen liepen slecht af. Qin-generaal Zhang Han wist de opstandelingen te verslaan. Wu Guang, die was belast met de verovering van Xingyang, werd door zijn ondergeschikte Tian Zang vermoord.